# Biberon

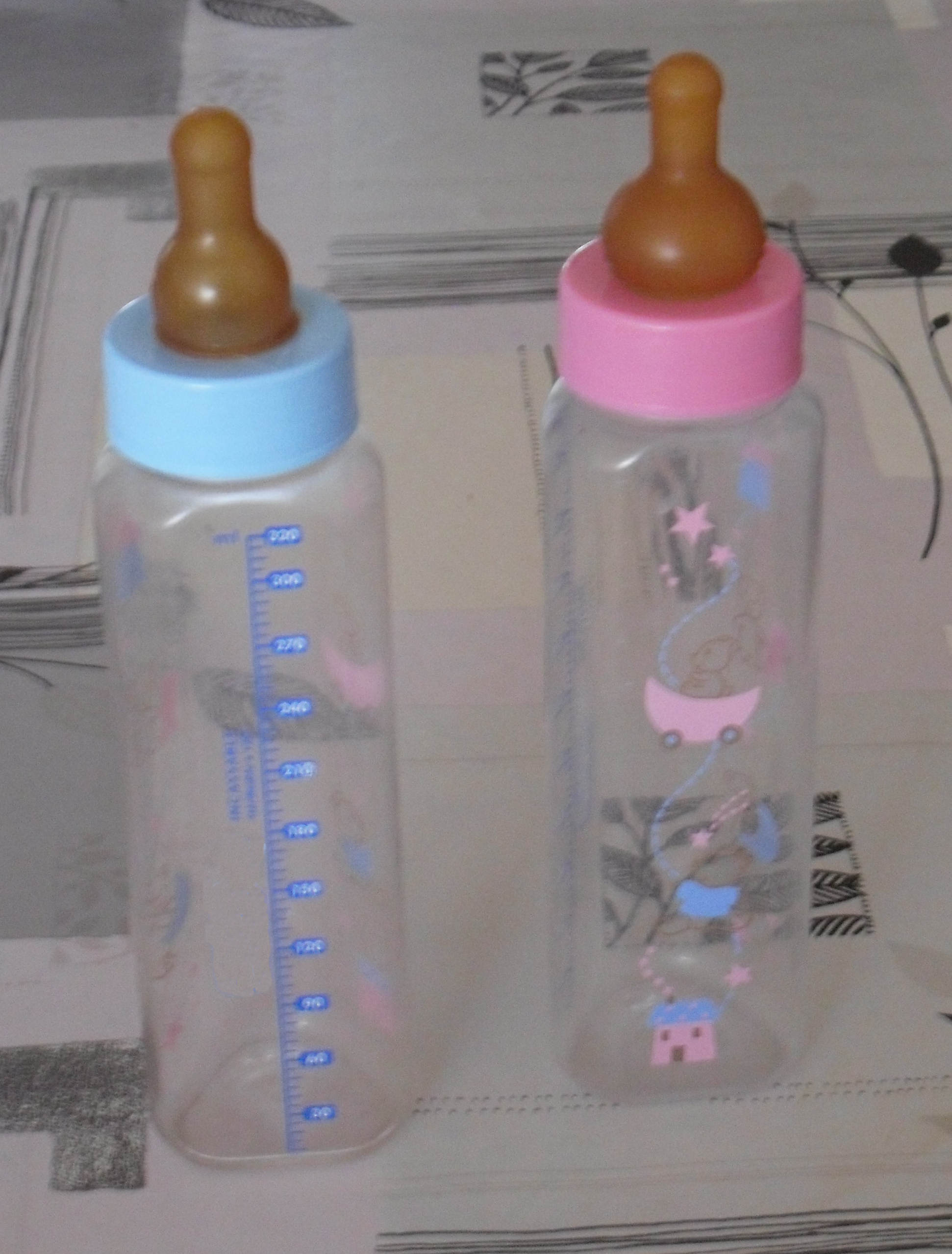
Alcuni esemplari di biberon

Il biberon (anche poppatoio o poppaiola) è un contenitore cilindrico atto a contenere latte o alimenti liquidi per la nutrizione infantile.

## Caratteristiche
Può essere di vetro termoresistente o in materiale plastico per alimenti. Ha in cima una tettarella, a imitazione del capezzolo materno, in silicone o caucciù con fori di diverse dimensioni adatti alle diverse esigenze ed è trattenuta da una ghiera in plastica.
Normalmente si ricorre al biberon per fornire al bambino latte artificiale oppure latte materno precedentemente estratto e conservato, non ne è tuttavia raro l'utilizzo per bevande di altro genere, soprattutto l'acqua, o per pappe più o meno liquide. In commercio ne sono disponibili varie tipologie (dai biberon "primi giorni" a quelli antisinghiozzo o anticoliche, fino a quelli "da passeggio") e di varia capienza (di solito si va da 120 fino a 330 mL).
La forma più antica di biberon è il guttus tintinnabula, di cui sono stati rinvenuti esemplari nell'area della Magna Grecia.

## Considerazioni sulla progettazione

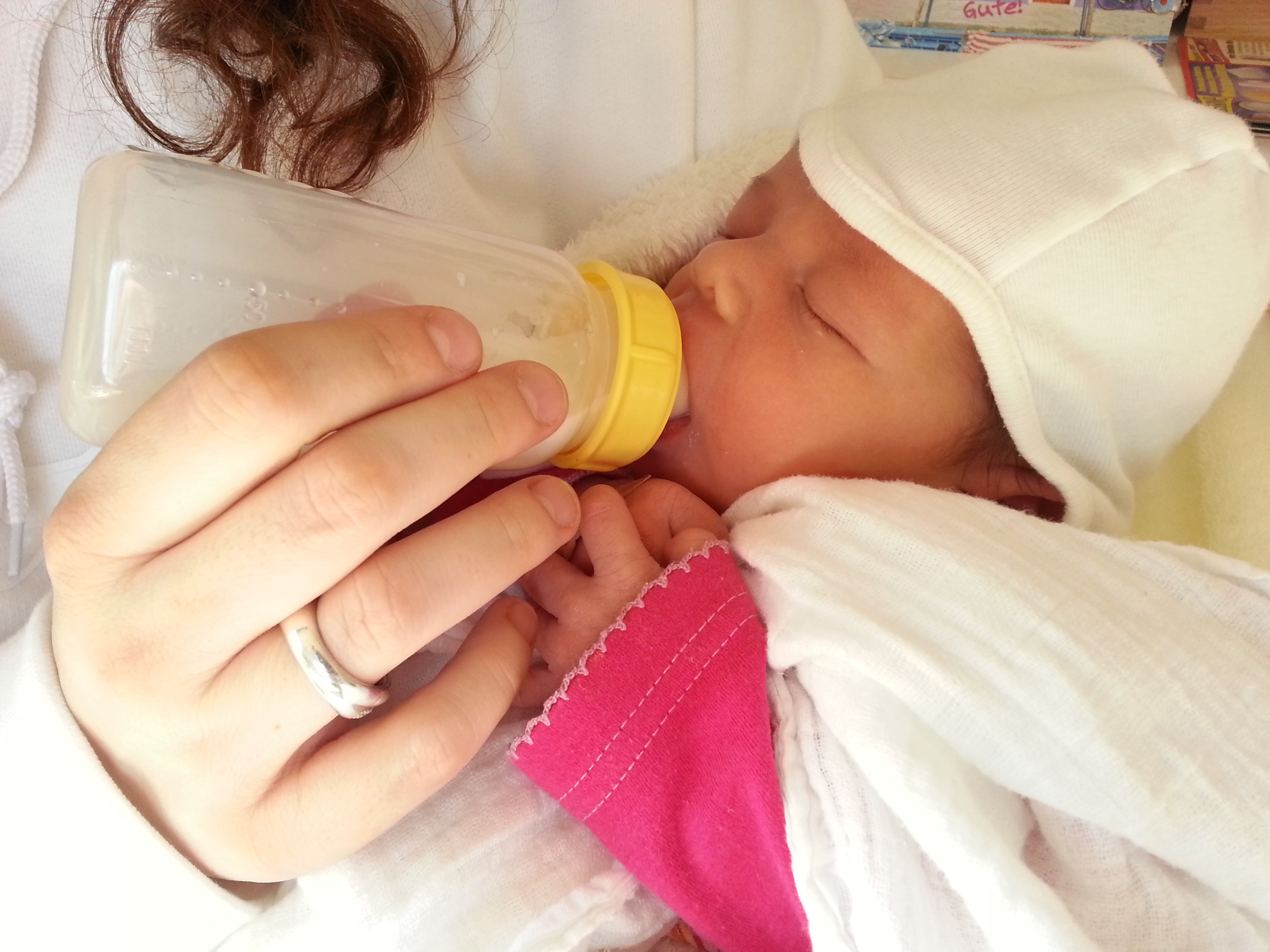
Un neonato beve latte da un biberon

Un tipico biberon ha tipicamente quattro componenti: il primo è il contenitore principale o il corpo del biberon. Una tettarella, o capezzolo, è la parte flessibile del biberon da cui il bambino succhierà e contiene un foro attraverso il quale scorrerà il latte. Il collare va sopra il capezzolo e tipicamente si avvita sul collo della bottiglia, formando un sigillo. La maggior parte dei biberon, ma non tutti, avrà anche un tappo o una copertura da viaggio che va sopra la tettarella per mantenerla pulita e per evitare piccole fuoriuscite. Alcuni flaconi possono opzionalmente avere un rivestimento usa e getta.
Le preoccupazioni di progettazione per la realizzazione di biberon spesso riflettono la sicurezza o il comfort. Un biberon sicuro non dovrebbe rompersi, specialmente in componenti piccoli o potenzialmente dannosi, non dovrebbe essere fatto di materiali che rappresentano un rischio per la salute e dovrebbe essere facile da pulire in modo da evitare contaminazioni batteriche e malattie.
Un biberon dovrebbe anche essere comodo da usare sia per l'assistente che per il bambino. Biberon leggeri e facili da tenere in mano sono comodi sia per i bambini che per le madri. È disponibile una varietà di forme. Il design di contenitori, capezzoli o tettarelle può imitare la forma del seno materno. I designer possono provare a imitare la velocità dell'allattamento al seno: il bambino dovrebbe essere in grado di ricevere abbastanza nutrimento, ma allo stesso tempo non essere oberato o sovralimentato.

### Materiali

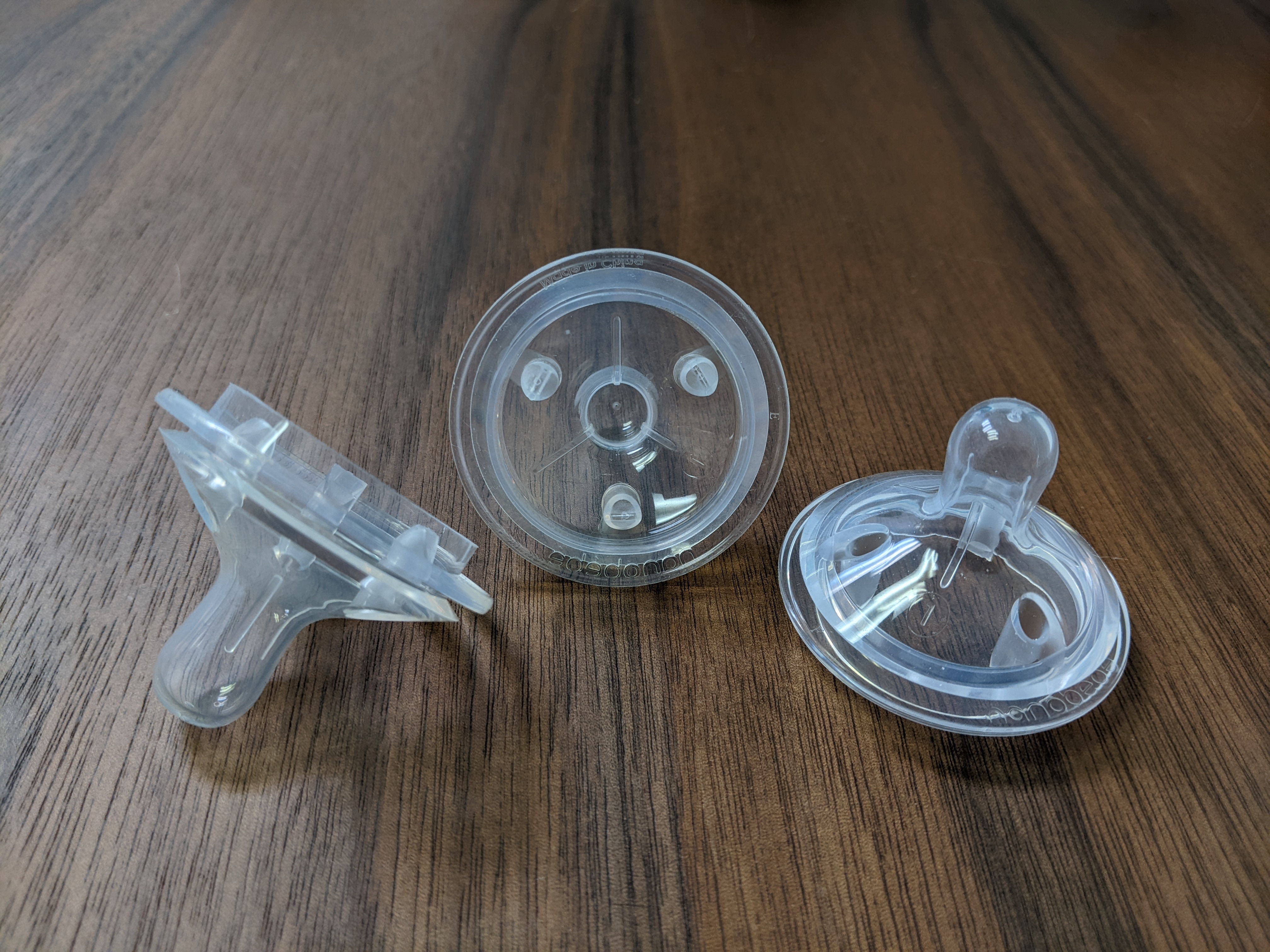
Tettarelle per biberon in silicone trasparente

Nel corso del tempo è stata utilizzata un'ampia varietà di materiali per i vasi per l'alimentazione dei neonati. I materiali oggi più comunemente utilizzati nei contenitori per biberon sono il vetro e alcuni tipi di plastica. Vengono utilizzati anche acciaio inossidabile alimentare e gomma siliconica. Ciascuno di questi quattro materiali (plastica, vetro, silicone e acciaio inossidabile) presenta vantaggi e svantaggi. I materiali standard utilizzati nelle tettarelle/capezzoli sono la gomma di lattice e il silicone.
Un certo numero di paesi ha regolamenti sui materiali consentiti a contatto con gli alimenti. Idealmente, il materiale che compone la bottiglia dovrebbe reagire il meno possibile con il materiale nella bottiglia stessa. Nessun materiale è completamente inerte, ma il vetro e l'acciaio inossidabile sono materiali relativamente neutri che tendono a rimanere stabili e a non interagire con gli alimenti. Gli svantaggi del vetro sono che tende ad essere pesante e può rompersi più facilmente.
Le materie plastiche sono leggere e resistenti alla rottura. I produttori li trovano facili da modellare in una varietà di forme. È stata sviluppata un'ampia varietà di materie plastiche, alcune delle quali non sono ben comprese in termini di reattività. Alcune materie plastiche sono risultate reattive con fluidi come il latte materno e il latte artificiale. Sostanze chimiche come il bisfenolo A (BPA) possono "colare" da una bottiglia nella sostanza che contiene. Inoltre, è più probabile che le materie plastiche si rompano se riscaldate o raffreddate, ad esempio quando vengono riscaldate in un forno a microonde o bollite per sterilizzarle.
La plastica in policarbonato veniva spesso utilizzata nei biberon prima del 2011 ed è ancora utilizzata in alcuni paesi. I policarbonati contengono bisfenolo A. Dal 2008, almeno 40 paesi hanno vietato l'uso di plastica contenente bisfenolo A nei biberon per motivi di sicurezza. Le bottiglie in policarbonato possono essere contrassegnate come "#7 PC".
Il bisfenolo S (BPS) e il bisfenolo F (BPF) sono stati usati come sostituti del BPA. Sono strutturalmente simili. I confronti tra BPA, BPS e BPF hanno rilevato che queste sostanze chimiche hanno una potenza e un'azione simili al BPA e possono comportare pericoli simili in termini di effetti di interferenza endocrina. Ciò ha portato a critiche nei confronti dell'industria chimica e agli inviti a trattare i bisfenoli in gruppi, non individualmente. Nel 2021, le agenzie governative canadesi Environment and Climate Change Canada (ECCC) e Health Canada (HC) hanno tenuto consultazioni con l'obiettivo di raggruppare 343 analoghi noti del BPA e alternative funzionali.
La plastica in polietersulfone (PES) non contiene BPA ma include bisfenolo S (BPS). Una valutazione di una varietà di diversi biberon in uso nel 2016, ha riportato che 4 biberon erano "molto preoccupanti", 14 biberon erano "preoccupanti"; e solo 6 flaconi "non preoccupanti". Questi "non preoccupanti" includevano due flaconi in poliammide (PA) e due in polietersulfone (PES), un flacone in acciaio inossidabile e uno dei 17 flaconi in polipropilene (PP) testati.
Gli ftalati, che si trovano nel cloruro di polivinile (PVC), sono un'altra area di preoccupazione. Definiti "sostanze chimiche ovunque" perché sono così comuni, gli ftalati rendono la plastica più flessibile e sono stati utilizzati in ciucci e capezzoli o tettarelle per biberon. Nell'UE è stato vietato l'uso di ftalati nei biberon. Negli Stati Uniti, ci sono state ripetute richieste per la rimozione degli ftalati da parte della Commissione statunitense per la sicurezza dei prodotti di consumo (CPSC) e altri. Il loro uso nei giocattoli e nei prodotti per bambini è stato in qualche modo limitato dal Consumer Product Safety Improvement Actdel 2008. Le materie plastiche etichettate n. 3 possono rilasciare ftalati. I capezzoli in lattice di gomma possono contenere ftalati, quindi possono essere consigliati invece i capezzoli in silicone. L'imballaggio può indicare se un prodotto è "privo di BPA" o "privo di ftalati". 

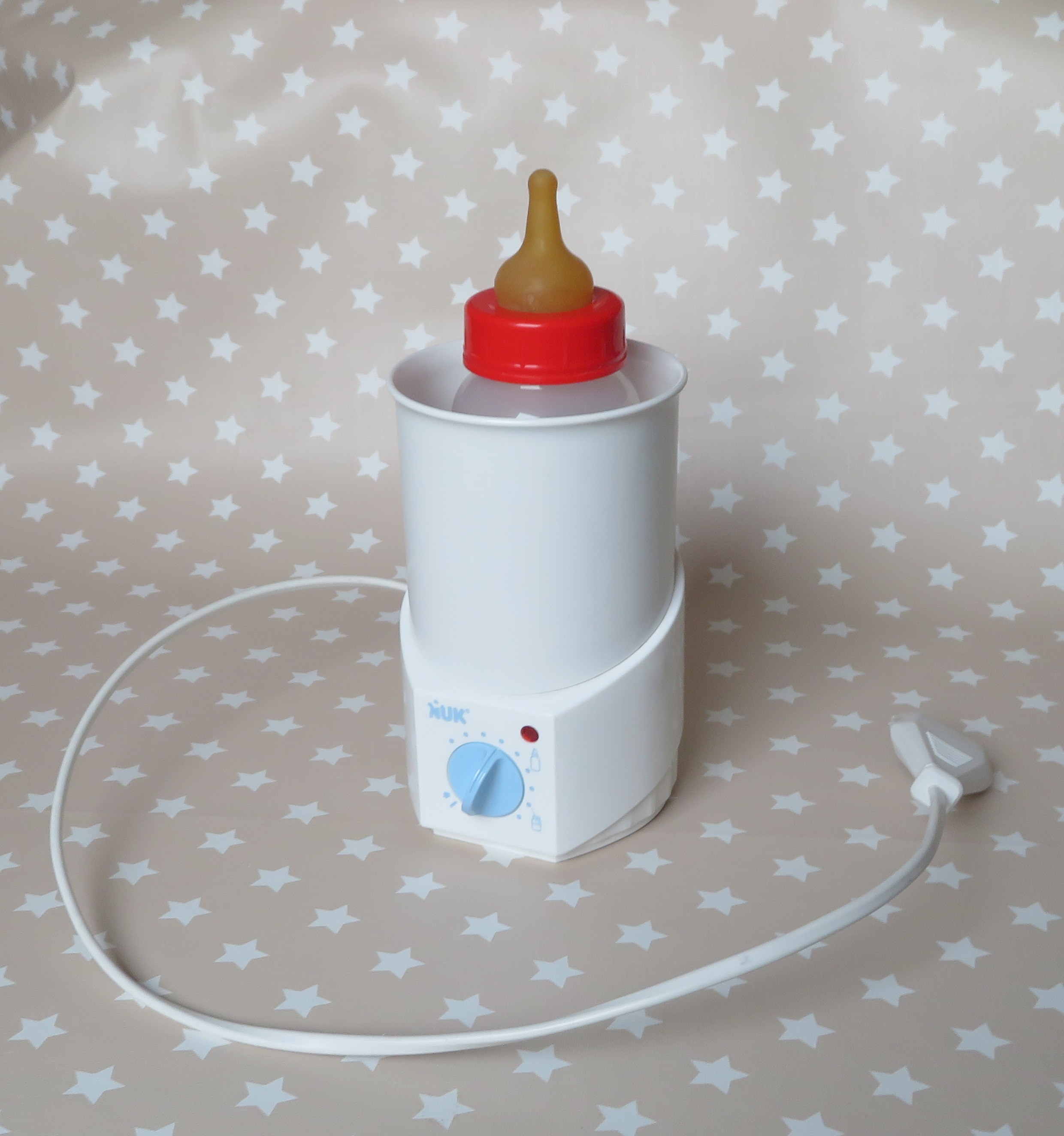
Scaldabiberon con termostato

La plastica può degradarsi nel tempo in altri modi, si teme che piccole perline di plastica possano essere rilasciate nei fluidi da alcuni tipi di bottiglie di plastica. Nel 2020 i ricercatori hanno riferito che i biberon realizzati in polipropilene hanno causato l'esposizione di microplastiche ai neonati che vanno da 14.600 a 4.550.000 particelle pro capite al giorno in 48 regioni con procedure di preparazione contemporanee. Il rilascio di microplastiche è maggiore con liquidi più caldi e simile con altri prodotti in polipropilene come i contenitori per il pranzo. Nel 2022, il primo studio per esaminare la presenza di polimeri plastici nel sangue umano ha trovato plastiche di più tipi nei campioni di sangue di 17 su 22 adulti sani testati (quasi l'80%). Esperti medici hanno suggerito di ridurre l'esposizione alle microplastiche non agitando le bottiglie di plastica o esponendole a temperature elevate. Alcuni consigliano di utilizzare materiali alternativi come vetro, silicone o acciaio inossidabile.
I capezzoli per biberon (chiamati anche tettarelle) sono generalmente realizzati in silicone o gomma di lattice. Quando viene utilizzato per i capezzoli, il silicone è trasparente, resistente e leggermente più duro del lattice. Le tettarelle in lattice di gomma naturale sono elastiche, resistenti allo strappo e possono sembrare più morbide. Il lattice può assorbire gli odori, mentre il silicone no. Il lattice può rompersi se esposto alla luce solare. Alcune persone sono allergiche al lattice.

### Taglia
Le bottiglie tendono ad avere dimensioni standard, spesso 120 mL o 240 mL. I biberon più piccoli possono essere più leggeri e più facili da tenere e sono spesso usati con bambini piccoli e piccoli. Si teme che bottiglie più grandi possano portare a un'alimentazione eccessiva, poiché è probabile che i genitori incoraggino un bambino a "finire" una bottiglia durante una poppata.

### Forma
La forma della bottiglia è legata sia alla facilità d'uso che alla facilità di pulizia. I designer a volte suggeriscono che i design naturalistici significheranno che i bambini possono passare dal seno al biberon senza problemi. Altre bottiglie sono state inventate con forme uniche progettate per accelerare il riscaldamento e il raffreddamento del latte materno, risparmiando tempo, riducendo la crescita batterica e riducendo l'esposizione a temperature che possono danneggiare i nutrienti nel latte materno.
I biberon "anticoliche" sono stati proposti con l'obiettivo di ridurre la "gassosità" e il disagio durante l'alimentazione. I disegni spesso cercano di ridurre al minimo l'aspirazione di aria da parte del bambino durante l'allattamento. Alcune bottiglie cercano di ridurre al minimo la miscelazione dell'aria nel latte all'interno della bottiglia. Allo stesso tempo, è auspicabile evitare di creare un vuoto interno mentre il bambino succhia i liquidi, poiché ciò renderà più difficile l'alimentazione. I design possono basarsi sulla forma della bottiglia o incorporare diversi tipi di "sfiato".
Alcuni flaconi ventilati, così come i flaconi che utilizzano un rivestimento pieghevole che collassa quando la formula viene drenata, sono stati valutati favorevolmente. È stato riportato che erano paragonabili a un gruppo che allattava in termini di assunzione di latte, schemi di suzione e ossigenazione.
Uno studio del 2012 che ha confrontato due tipi di bottiglie ventilate con caratteristiche anti-vuoto non ha rilevato differenze nella crescita infantile tra gruppi randomizzati. "Bottle A", un design parziale anti-vuoto, è stato valutato dai genitori come più facile da montare e pulire. È stato riferito che i neonati alimentati con il "flacone A" si sono comportati meno "agitandosi", ma non è stata riscontrata alcuna differenza nel "pianto" o "coliche" o nei tassi di infezione all'orecchio.
Le raccomandazioni sanitarie per la conservazione e la manipolazione del latte materno si concentrano in genere sulla prevenzione della crescita di batteri pericolosi, ma sono in corso anche ricerche sulla nutrizione. Studi sperimentali hanno mostrato una degradazione del contenuto di retinolo (vitamina A) e α-tocoferolo (vitamina E) dipendente dalla formazione di bolle nel latte materno spremuto e nella formula. Sono stati studiati sette modelli di bottiglie, di sei aziende. Si è verificata una minore degradazione quando si utilizza un sistema di alimentazione con biberon progettato per ridurre al minimo la miscelazione dell'aria con il contenuto del biberon.

### Portata della tettarella
Le caratteristiche del capezzolo possono anche avere importanti implicazioni per il modello di suzione del neonato e l'assunzione di latte. La portata del latte è definita come "la velocità con cui il latte si sposta dalla tettarella del biberon alla bocca del bambino durante l'allattamento al biberon". Caratteristiche come la forma del capezzolo e il modo in cui è perforato possono influire sulla portata e sulla coordinazione di suzione, deglutizione e respirazione durante l'alimentazione.
Sfortunatamente, la categorizzazione e l'etichettatura dei capezzoli per indicare la portata non è né standardizzata né coerente. Esiste una notevole variabilità tra e all'interno di marchi e modelli. In uno studio, i capezzoli etichettati come "Lenti" o "Neonati" (0-3 mesi) avevano velocità di flusso comprese tra 1,68 ml/min e 15,12 ml/min. fornire informazioni chiare ai genitori che tentano di scegliere un capezzolo". Questo può essere particolarmente preoccupante nel caso di neonati fragili. Sono disponibili tettarelle specializzate per neonati con palatoschisi.

## Utilizzo

### Pulizia e sterilizzazione
La sterilizzazione è una pratica standard per prevenire lo sviluppo di batteri e la conseguente malattia, che è più efficace della sanificazione. Il governo australiano e le linee guida del servizio sanitario nazionale del Regno Unito raccomandano la sterilizzazione di biberon e altre attrezzature utilizzando una soluzione sterilizzante ad acqua fredda come il liquido sterilizzante Milton, mediante sterilizzazione a vapore o mediante bollitura. È importante pulire e sterilizzare tutte le parti di un biberon compresi contenitori, tettarelle e tappi a vite.
I Centers for Disease Control and Prevention degli Stati Uniti suggeriscono che potrebbe essere sufficiente pulire le bottiglie con acqua e sapone, in lavastoviglie o a mano. Questa raccomandazione si basa sul presupposto che l'approvvigionamento idrico sia pulito e che gli standard igienico-sanitari siano elevati. Alcuni stati, come l'Illinois, continuano a raccomandare la sterilizzazione oltre al lavaggio. Alberta (Canada) raccomanda di sterilizzare i biberon fino a quando un bambino non ha almeno 4 mesi.
Tuttavia, ci sono prove che batteri come Escherichia coli possono prosperare nei biofilm che si formano sulle pareti interne delle bottiglie. Un risciacquo delicato non è sufficiente per evitarlo. Anche nelle aree sviluppate, la contaminazione continua a destare preoccupazione. Nel 2009 nel Regno Unito, i ricercatori hanno rilevato la contaminazione da Staphylococcus aureus nel 4% dei biberon che i genitori hanno riferito di essere pronti per essere riempiti dopo la pulizia e la disinfezione.
In contesti con risorse inferiori, i rischi di esposizione a pericolose infezioni respiratorie ed enteriche sono più elevati. Uno studio sui bambini ricoverati in ospedale a Rawalpindi, in Pakistan, ha rilevato che il 52,1% delle bottiglie che i loro assistenti consideravano pulite erano effettivamente contaminate. Ciò si è verificato anche se, secondo quanto riferito, gli operatori sanitari hanno seguito molte delle pratiche di pulizia raccomandate per la pulizia e la sterilizzazione dei biberon. L'errore più comune è stato quello di far bollire le bottiglie per un tempo inferiore a quello minimo raccomandato dall'OMS.
La ricerca sulla preparazione del latte artificiale in Corea del Sud indica che livelli significativi di contaminazione possono essere trasmessi attraverso la manipolazione di cucchiai e altri utensili. I cucchiai, dopo essere stati toccati, venivano spesso lasciati nel contenitore della formula, consentendo ai batteri di diffondersi nella formula nel contenitore. C. sakazakii, S. enterica e S. aureus, tutti potenzialmente fatali, sono stati in grado di sopravvivere per settimane nel latte artificiale contaminato.
Capire come vengono interpretate le raccomandazioni è importante: in uno studio, si credeva che lasciare una bottiglia nell'acqua che era stata precedentemente scaldata in un bollitore stesse "bollendo" la bottiglia. I ricercatori sottolineano che gli operatori sanitari devono istruire meglio gli operatori sanitari; e che i metodi pratici di igiene del biberon devono essere adatti all'uso in contesti sul campo. Ad esempio, in Perù, pratiche facili da adottare come l'uso di uno scovolino e di un detergente hanno dato maggiori vantaggi rispetto a procedure difficili da ottenere come bollire una bottiglia. L'OMS (che raccomanda vivamente l'allattamento al seno) osserva che nei casi in cui si verifica l'allattamento al biberon, è necessaria un'istruzione molto migliore su come utilizzare il biberon.

### Uso appropriato in base all'età

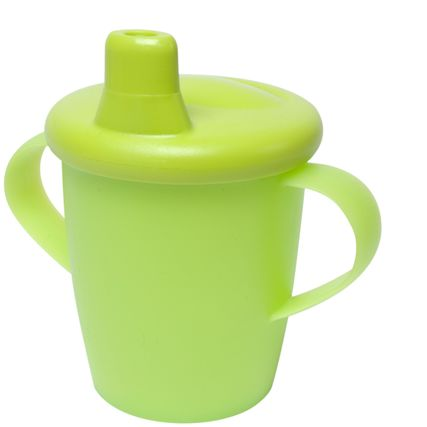
Tipica tazza con beccuccio

I capezzoli (tettarelle) sono tipicamente suddivisi per portata, con la portata più lenta consigliata per neonati prematuri e neonati con difficoltà di alimentazione. Tuttavia, le portate non sono standardizzate e variano notevolmente tra le marche.
Il NHS raccomanda di introdurre una tazza o un beaker con beccuccio entro 6 mesi e l'uso di bottiglie interrotto entro 1 anno. L'AAP raccomanda di introdurre la coppetta entro un anno di età e di interrompere l'uso del biberon entro 18 mesi. L'uso dei biberon è sconsigliato oltre i due anni di età dalla maggior parte delle organizzazioni sanitarie poiché l'uso prolungato può causare la carie. Anche la carie della prima infanzia (ECC) è motivo di preoccupazione quando si considera per quanto tempo dovrebbe continuare l'allattamento al seno.

## Regolamento
Mentre il latte artificiale è altamente regolamentato in molti paesi, i biberon non lo sono. Solo i materiali della tettarella e del biberon stesso sono regolamentati in modo specifico in alcuni paesi. Negli Stati Uniti, la Food and Drug Administration (FDA) regola i materiali delle tettarelle e dei biberon.
Nel 1985 la FDA ha ristretto i livelli ammissibili di nitrosammine (molte delle quali sono cancerogene) rilasciate dai capezzoli del biberon. I test sui capezzoli per biberon disponibili negli Stati Uniti, a Singapore, nella Germania occidentale, in Inghilterra, in Giappone e in Corea suggeriscono che i livelli di nitrosammine nella maggior parte delle tettarelle in gomma per biberon rientrano negli standard raccomandati.
Un'altra sostanza chimica che è stata regolamentata è il bisfenolo A (BPA), descritto come un interferente endocrino nel 1991. La ricerca in corso sui possibili effetti del BPA a livelli di esposizione molto inferiori agli standard di sicurezza del BPA del governo degli Stati Uniti ha portato a preoccupazioni circa il sicurezza della plastica, compresi i biberon. Uno studio di Consumer Reports del 1999 ha mostrato che alcuni biberon in policarbonato rilasciavano quantità pericolose di BPA. Le preoccupazioni sul BPA sono state supportate da ulteriori lavori. La ricerca sugli effetti del BPA è stata spesso fortemente contestata e controversa e sono state sollevate questioni sui pregiudizi della ricerca dovuti ai finanziamenti dell'industria e ai conflitti di interesse dovuti agli stretti legami tra consulenti governativi e produttori di BPA. Un risultato sono state le proposte per cambiare il paradigma dei test per la valutazione delle sostanze chimiche che alterano il sistema endocrino.
La ricerca e la pressione dell'opinione pubblica hanno portato a vietare l'uso del bisfenolo A in biberon e bicchieri destinati ai bambini. Nel 2008 Walmart annunciò che avrebbe smesso di vendere biberon e contenitori per alimenti contenenti BPA. A partire dal 2017, questi sono stati applicati in almeno 40 paesi. Il Canada ha classificato il BPA come "tossico" nel 2008 ai sensi del Canadian Environmental Protection Act. Nel 2011 l'uso del bisfenolo A nei biberon è stato vietato in tutti i paesi dell'UE, in Cina, in Malesia e Sudafrica. Nel luglio 2012, la FDA ha dichiarato che il BPA non sarebbe più stato utilizzato nei biberon e nelle tazze con beccuccio, in risposta a una petizione dell'American Chemistry Council che affermava che ciò era ora in linea con la pratica del settore. Altri paesi come l'Argentina e il Brasile hanno seguito l'esempio vietando il bisfenolo A nei biberon. La Corea ha esteso il divieto del BPA a tutti gli utensili, i contenitori e gli imballaggi per bambini a partire da gennaio 2020. Ci sono richieste per una maggiore regolamentazione del BPA in India.

## Storia

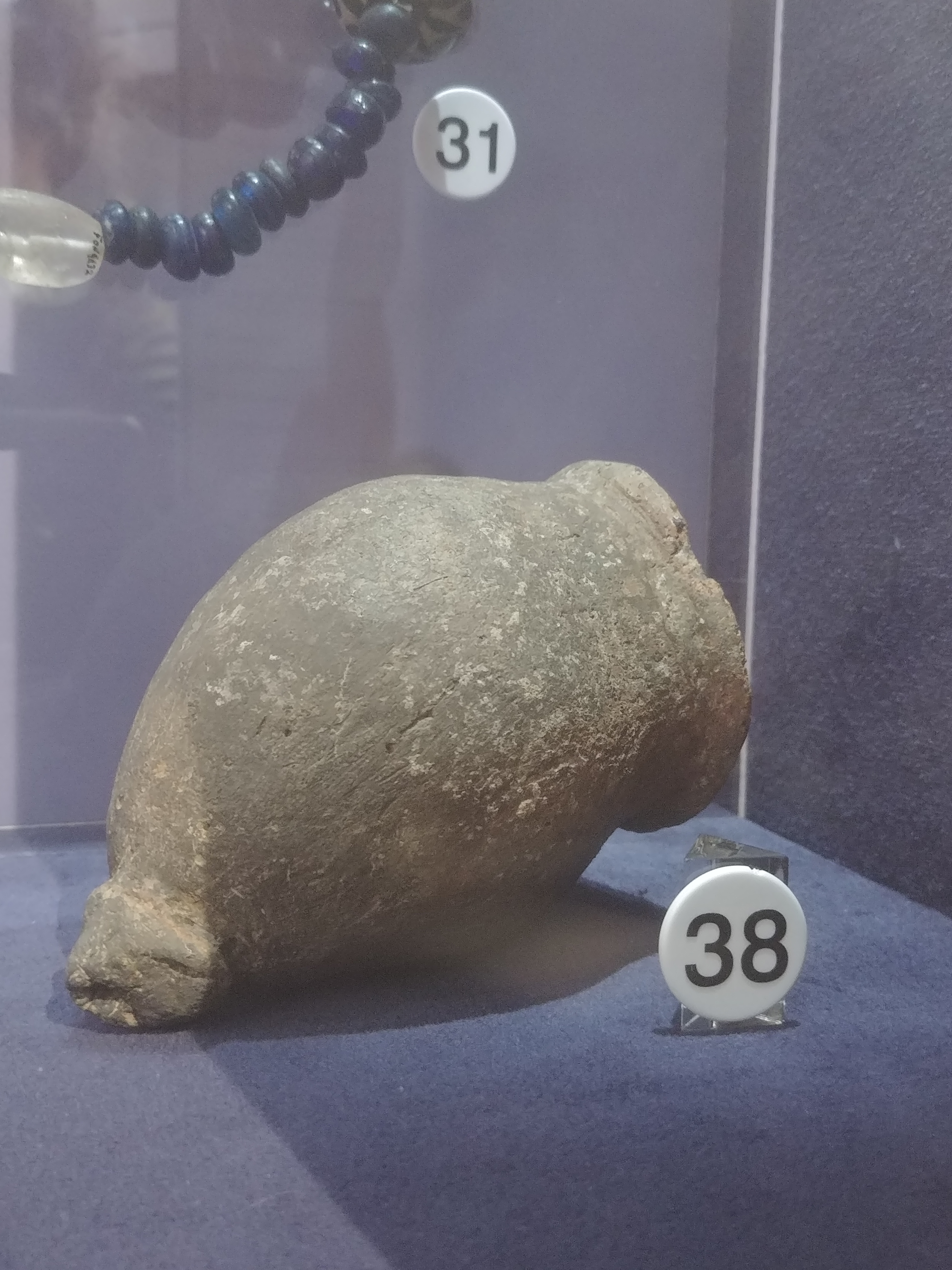
Biberon del primo medioevo proveniente dal cimitero di Castle Dyke (Inghilterra), da una mostra al North Lincolnshire Museum.

Durante la maggior parte della storia umana, la nutrizione infantile è dipesa principalmente dalla disponibilità della madre del bambino o di una balia ad allattare il neonato. Anche le credenze e i comportamenti relativi all'alimentazione infantile variano ampiamente a seconda dei paesi, delle culture e dei tempi. Le madri e gli operatori sanitari hanno anche cercato altri modi per nutrire i bambini, a volte indicati come "alimentazione manuale". Già nel 1500 a.C., la ceramica egiziana mostra immagini di donne che allattano i loro bambini e usano anche corna di animali per nutrirli.
I contenitori con beccucci rigidi risalgono all'inizio del tempo registrato, come testimoniano i reperti archeologici. I primi recipienti noti per l'alimentazione dei neonati avevano un'apertura a un'estremità per riempire il biberon e una seconda all'altra per essere infilati nella bocca del bambino. L'esame dei residui organici su antichi biberon in ceramica mostra che erano usati già nel 1200 a.C. per nutrire i bambini con latte animale.
Tra il 250 a.C. e il 300 a.C. circa gli egiziani svilupparono la capacità di soffiare il vetro ei romani soffiarono biberon di vetro trasparenti, ma questi non ottennero popolarità a lungo termine. Sono stati utilizzati anche cuoio e legno.
Nel 1700 anche i recipienti per l'alimentazione dei bambini come tazze di vario genere venivano realizzate con materiali che includevano peltro, stagno e argento.
Nel 19º secolo, l'alimentazione artificiale iniziò a sostituire la balia e nel 1900 essa non esisteva più come professione organizzata. Le modifiche all'alimentazione dei neonati sono state guidate sia socialmente che tecnologicamente. Con l'industrializzazione, più madri lavoravano fuori casa e riuscivano meno facilmente ad allattare i propri figli. I cambiamenti tecnologici, inclusa la progettazione di metodi di alimentazione artificiale e la preparazione di latti animali e altri sostituti del latte, hanno sostenuto la transizione all'alimentazione artificiale, ma con alterne fortune. La comprensione sia della nutrizione che dei servizi igienico-sanitari è rimasta indietro rispetto all'introduzione di metodi di alimentazione artificiale, contribuendo a tassi di mortalità infantile estremamente elevati nell'era vittoriana.
Negli Stati Uniti, il primo biberon in vetro fu brevettato da CM Windship nel 1841. Aveva intenzionalmente la forma del seno materno. Nel 1845 l'Alexandra Feeder fu commercializzato in Inghilterra. A Parigi, il "Biberon" fu introdotto da M. Darbo: in una rivista del 1851 si disse che era piuttosto popolare. Come nota il gruppo American Collectors of Infant Feeders, di "alla fine del 1800 negli Stati Uniti veniva prodotta una grande varietà di biberon in vetro", e l'ufficio brevetti degli Stati Uniti aveva rilasciato più di 200 brevetti per vari modelli di biberon negli anni '40, progettati per stare piatti o stare in piedi, con aperture sui lati o alle estremità, con capezzoli staccabili o fissati in modo permanente, ecc.
Il design dei biberon e in particolare la facilità di pulirlo ha avuto conseguenze potenzialmente gravi per la salute dei bambini che lo utilizzavano. Le stime della mortalità infantile suggeriscono che il 20-30% dei bambini è morto nel primo anno di vita durante la tarda epoca vittoriana. Durante il 1890, in un momento in cui i tassi di mortalità infantile in Inghilterra (età 1-5) stavano diminuendo, i tassi di mortalità infantile in realtà aumentarono. Un biberon con un lungo tubo di gomma indiana che terminava con una tettarella rimase popolare fino agli anni '20 perché anche i bambini molto piccoli potevano nutrirsi autonomamente. I tubi di alimentazione potevano essere acquistati separatamente e talvolta venivano usati con bottiglie vuote di whisky o medicinali. Quasi impossibile da tenere pulito, questo tipo è stato soprannominato la "bottiglia del delitto".
Allen e Hanbury introdussero un nuovo design della bottiglia con una valvola rimovibile e una tettarella alle due estremità nel 1894, e un modello migliorato, l'Allenbury, nel 1900. Questa bottiglia "a banana" era più facile da pulire. A volte indicata come la "bottiglia igienica", ha contribuito a migliorare i tassi di sopravvivenza. Bottiglie simili furono introdotte da altri produttori e rimasero popolari dal 1900 agli anni '50. Alla fine, una maggiore comprensione delle cause e della trasmissione delle malattie e miglioramenti nella medicina e nella sanità pubblica iniziarono a ridurre la mortalità infantile.
Le bottiglie Pyrex resistenti al calore sono state introdotte nei mercati americano e britannico in tempi diversi. Le bottiglie Pyrex furono introdotte per la prima volta negli Stati Uniti da Corning Inc. nel 1922. Erano offerte in tre forme (collo stretto, bocca larga e piatta) e più dimensioni, per un totale di dieci varietà. Nel 1925, la linea di prodotti era stata limitata a un piccolo sottoinsieme delle forme e delle dimensioni originali. Negli anni '50 fu introdotta una bottiglia in Pyrex verticale con collo stretto. Negli anni '60 fu finalmente introdotta nel mercato del Regno Unito una versione a collo largo. Il design delle bottiglie verticali con una bocca più ampia significava che potevano essere pulite più facilmente e sterilizzate in lotti.
I capezzoli morbidi di vari materiali sono stati introdotti all'inizio della storia dell'alimentazione (p. es., pelle, sughero, spugna, tettarella di mucca essiccata riempita di stoffa). Molti erano molto difficili da pulire e quando non igienici potevano rappresentare una seria minaccia per la salute dei bambini. Sebbene Elijah Pratt di New York abbia brevettato il primo capezzolo in gomma nel 1845, ci sono voluti fino al 20º secolo prima che i materiali e la tecnologia migliorassero sufficientemente per consentire la produzione di un capezzolo morbido che fosse pratico per l'uso. L'invenzione della gomma (1840) fornì un materiale morbido. La prima gomma indiana nera "aveva un odore pungente molto forte" e non sopravviveva a ripetute esposizioni all'acqua calda. Tuttavia, all'inizio del 1900, i capezzoli in gomma più gradevoli potevano essere prodotti in volume e potevano resistere al calore della sterilizzazione.
Durante gli anni '40 l'infermiera Adda M. Allen ha depositato numerosi brevetti relativi alla progettazione di biberon, incluso il primo rivestimento pieghevole usa e getta per un biberon. Il suo brevetto è stato uno dei tanti tentativi di progettare una bottiglia per limitare l'ingestione di aria durante l'alimentazione e ridurre i disturbi gastrici e gli sputi. Una bottiglia di plastica con un rivestimento usa e getta è stata infine testata presso il George Washington University Hospital e commercializzata da Playtex.
Innovazioni come l'introduzione di una valvola di ritegno funzionante nel capezzolo (per fornire un flusso unidirezionale del cibo liquido) apparvero già nel 1948 in un brevetto di JW Less. Questa tecnologia è stata ripresa da altri, tra cui Owens-Illinois Glass, alla fine si è fatta strada in Gerber e in tutti i moderni design delle bottiglie di bilanciamento della pressione. Viene utilizzato anche per tazze per bere per adulti e vari altri prodotti che richiedono il flusso di fluido sotto vuoto.
L'attività moderna di produzione di bottiglie nel mondo sviluppato è sostanziale. Per il 2018, il mercato globale dei biberon è stato valutato a 2,6 miliardi di dollari. Nel 1999 è stato riferito che il Regno Unito "il settore delle attrezzature per l'alimentazione e la sterilizzazione... si attesta a 49 milioni di sterline... [dove] [le] vendite di biberon rappresentano il 39%" o 19,1 milioni di sterline di quel mercato.

## Polemica
La dichiarazione politica riassuntiva del 2014 dell'American Academy of Pediatrics (AAP) non fa menzione specifica dell'alimentazione artificiale, ma chiarisce che "l'allattamento al seno e il latte materno sono gli standard normativi per l'alimentazione e la nutrizione dei neonati" e fa riferimento a decisioni riguardanti l'offerta di nutrizione infantile come "un problema di salute pubblica e non solo una scelta di stile di vita... dati i documentati vantaggi medici e di sviluppo neurologico a breve e lungo termine dell'allattamento al seno". La politica AAP raccomanda l'allattamento al seno esclusivamente per sei mesi, continuandolo con l'introduzione di alimenti complementari, con una durata complessiva di "1 anno o più come reciprocamente desiderato da madre e bambino". Il corpo della dichiarazione politica rileva e cita la letteratura che indica che, oltre all'importanza del latte materno, la modalità di somministrazione del cibo ha implicazioni: che "i bambini allattati al seno autoregolano il volume di assunzione", mentre i bambini allattati artificialmente che ricevono latte materno espresso il latte o la formula hanno "un aumento dello svuotamento del biberon, una minore autoregolazione e un eccessivo aumento di peso nella tarda infanzia" e che tale pratica precoce di autoregolazione è correlata ai modelli adulti di aumento di peso.
La politica AAP rileva che "le controindicazioni mediche all'allattamento al seno sono rare". Secondo quanto riferito, la trasmissione di alcune malattie virali attraverso l'allattamento al seno è prevenibile, ad esempio spremendo il latte materno e sottoponendolo a pastorizzazione Holder.
In risposta alla pressione pubblica avvertita dalle politiche che de-enfatizzano l'alimentazione artificiale, sono sorti sforzi per sostenere le madri che hanno difficoltà fisiologiche o di altro tipo nell'allattamento al seno, e i siti includono punti di vista individuali che tentano di indebolire il caso scientifico della politica AAP; è apparso un libro delle esperienze personali e dei punti di vista di una madre impegnata nell'alimentazione con biberon, Bottled Up, di Suzanne Barston.

## Galleria d'immagini

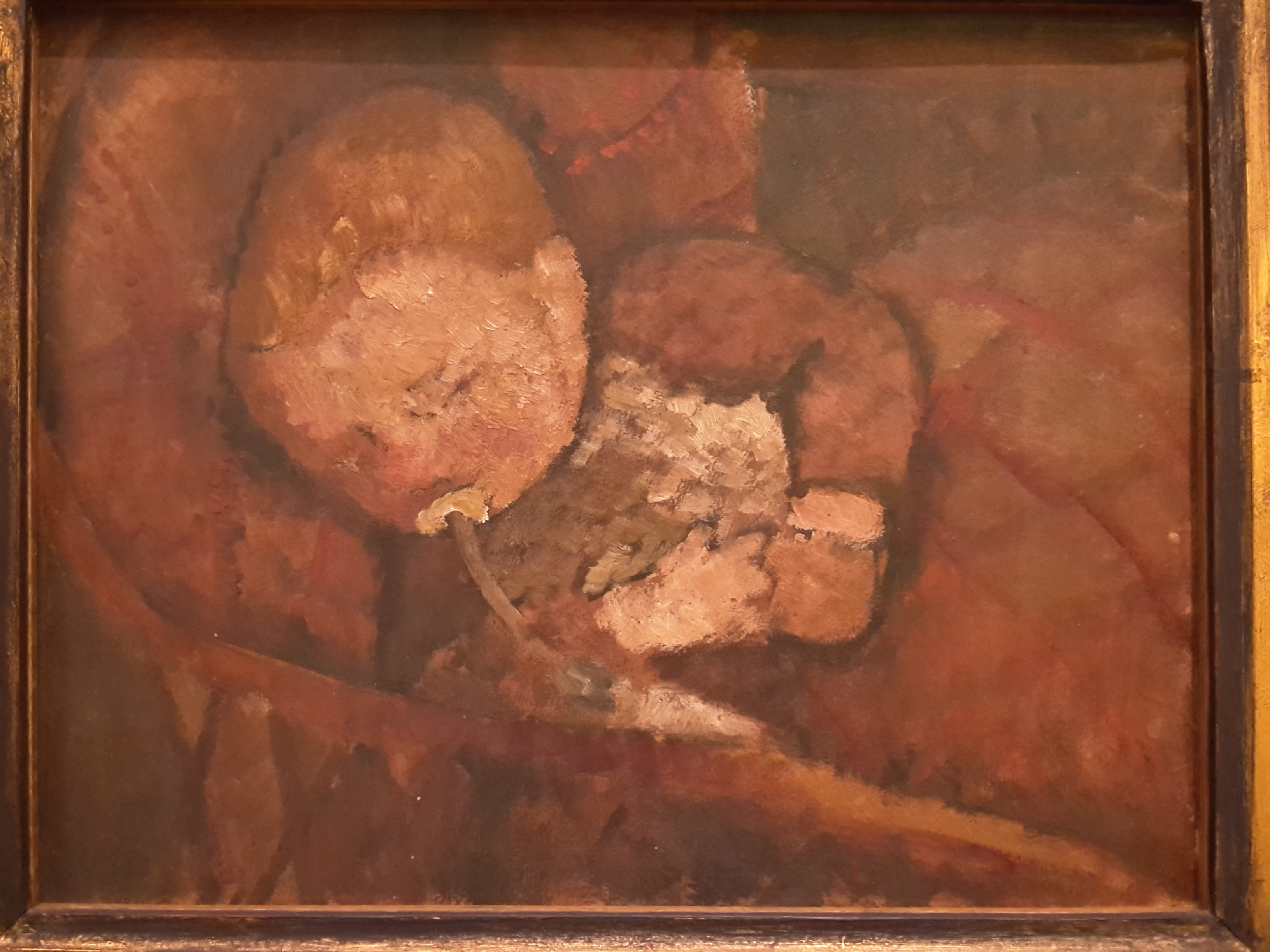
Bambino con biberon nella culla, ca. 1903 (Paula Modersohn-Becker)
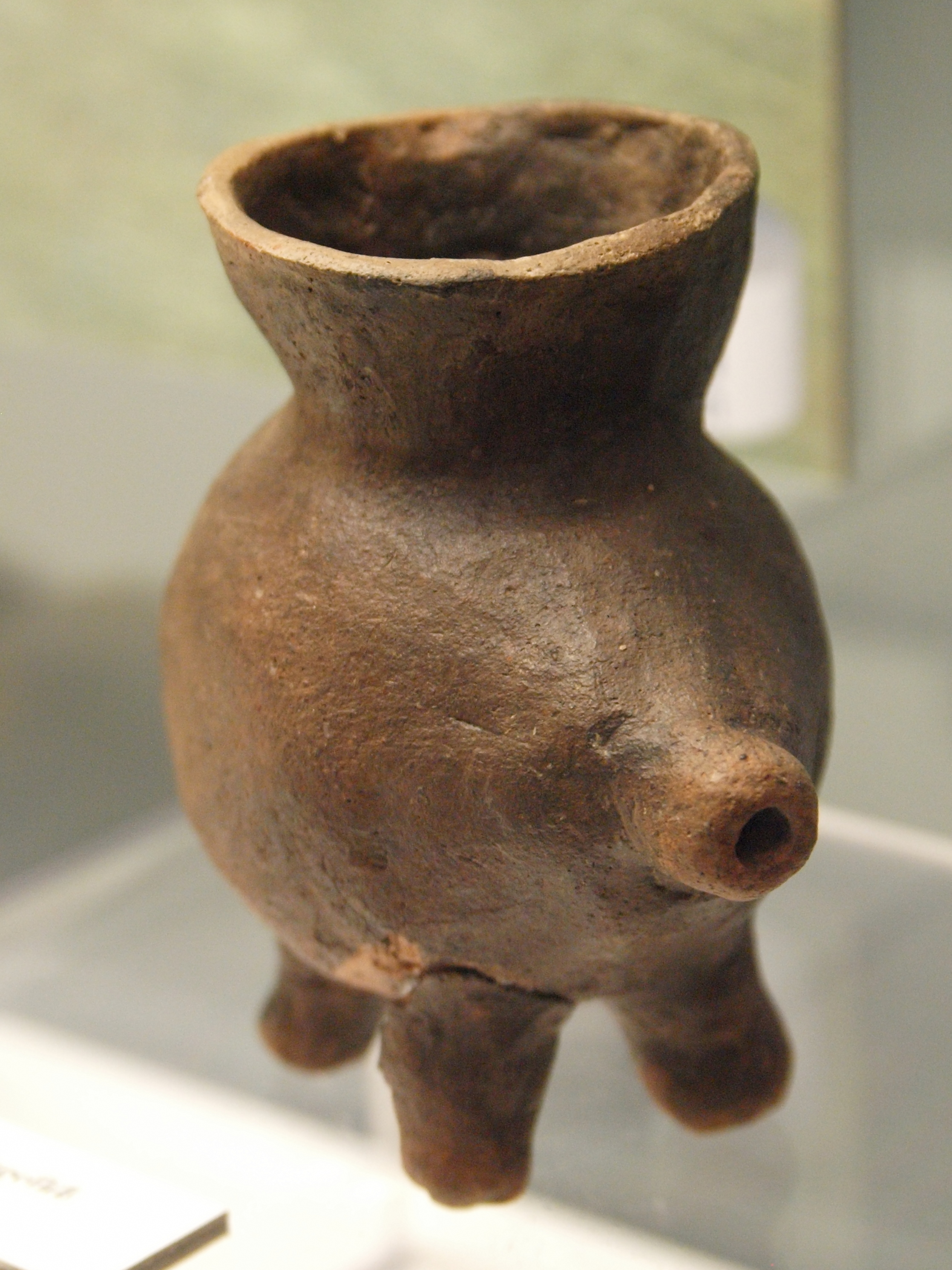
Biberon in ceramica a forma di animale proveniente da Ratisbona, Germania (ca. 1350-800 a.C.)
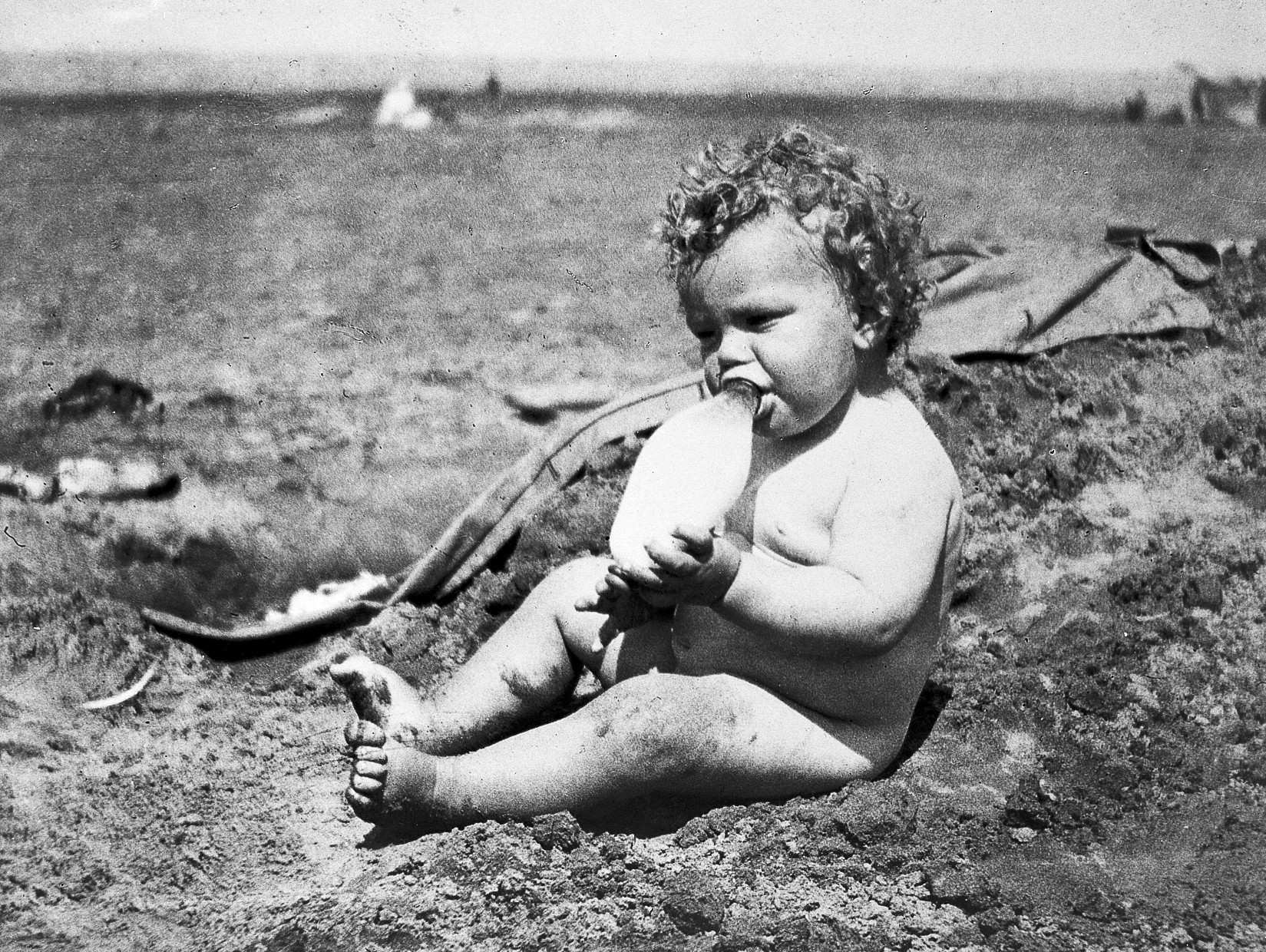
Bambino con biberon, 1922
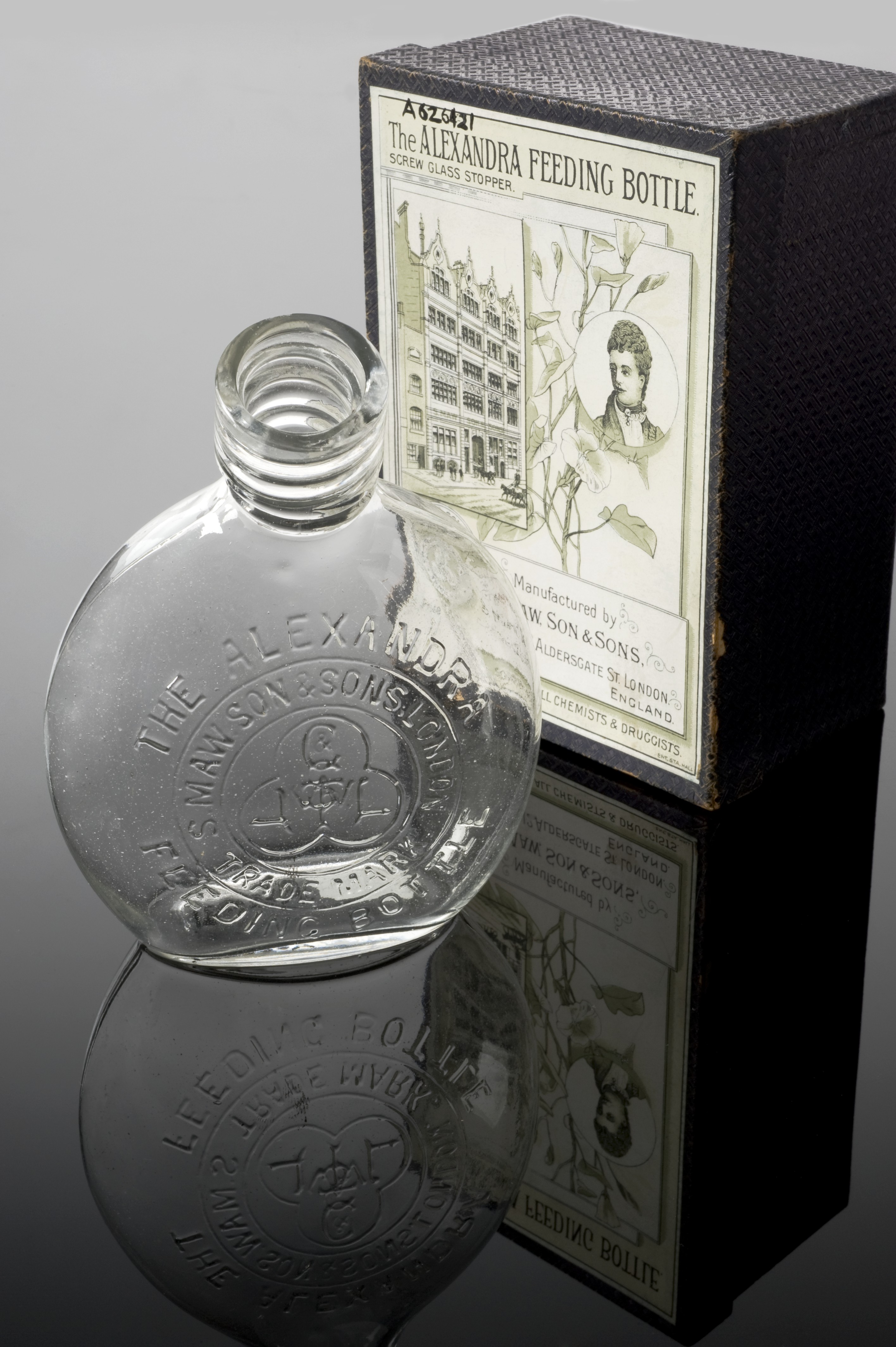
Biberon Alexandra, venduto con tappo in vetro a vite, primi del '900
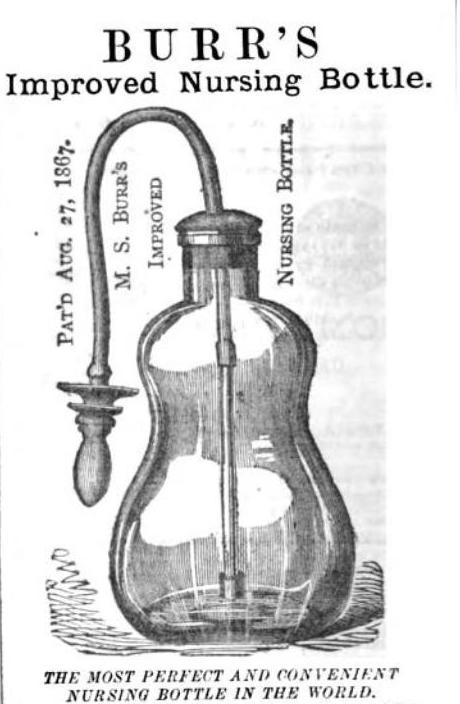
Pubblicità per Burr's Improved Nursing Bottle, una marca di "bottiglia del delitto"
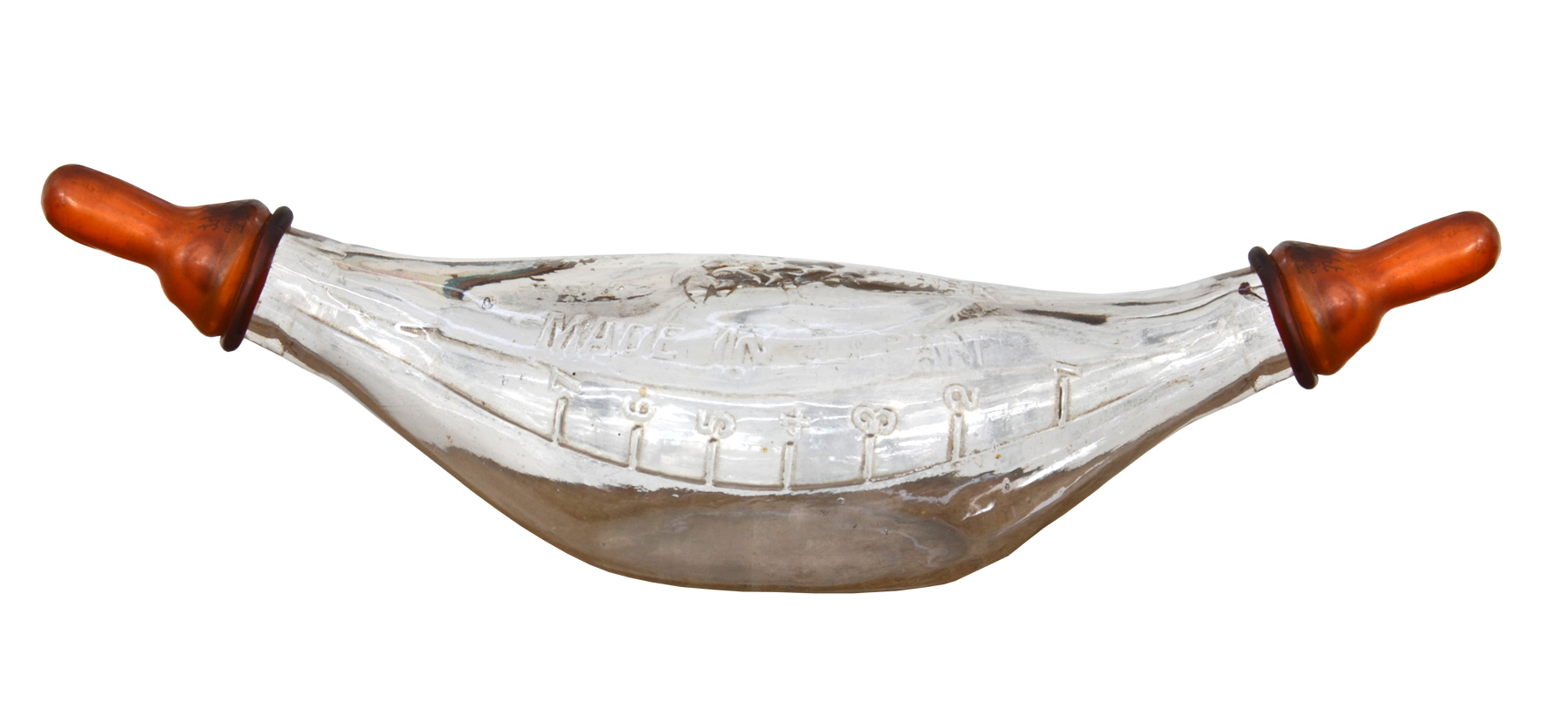
Un biberon "banana" (anni '50 circa). I biberon a doppia estremità non avevano due tettarelle: avevano una tettarella e una valvola. Credito fotografico: museo Time Tunnel.